# Новосьолов Віктор Юрійович
Новосьолов Віктор Юрійович (12 лютого 1979, Львів) — український рок-музикант, найбільш відомий як вокаліст та засновник гуртів «АННА» і «Kompas», засновник і головний організатор фестивалю «Руйнація».

## Життєпис
Віктор Новосьолов народився в музичній родині: мати, Вікторія Георгіївна, співала дуже довго, навіть на одній сцені з Софією Ротару, а батько, Юрій, був бас-гітаристом.
З 1986 по 1996 рік навчався у львівській середній школі № 33. У 2000 році закінчив Вище професійне училище № 20 (технолог машинобудування). Того ж року поступив у Національний університет «Львівська Політехніка» на факультет «прикладної математики та фундаментальних наук», але в 2002 році, у зв'язку з сімейними обставинами, був змушений покинути навчання.
Змінив багато професій.
2002—2004 рр. — працював помічником технолога машинобудівного процесу на ВАТ «Укравтобуспром».
2004—2008 рр. — працював на ТзоВ «Гологори» (вантажник, експедитор, складський контролер, замісник завідувача складу, завідувач складу).
2008—2009 рр. — продавець мультимедійної продукції у супермаркеті «Арсен».
2009—2011 рр. — друкар на ДП ДК Аірлайн Текстілтрик.
2011—2012 рр. — арт-менеджер клубу «Рок Гараж» (вул. Городоцька, 285).
2013—2014 рр. — оператор телепродажу ADELINA CALL CENTER.
2014—2015 рр. — оператор ПраТ «Київстар».
2 роки до повномасштабного вторгнення мешкав в Кракові. У 2023 Віктор одружився і в нього народилася дочка Єва.

## АННА та Kompas
12 жовтня 2002 року у Львові Віктор Новосьолов (вокаліст) та Юрій Підцерковний (гітарист), які раніше грали у трешовому гурті «Misery», заснували ню-метал гурт «АННА». Назва — це абревіатура «Atomic Nuclear Nocoreupted Attention». До них приєдналися басист Михайло Сало і ударник Вадим Баюк. 1 лютого 2003 року відбувся перший виступ гурту в місцевому рок-клубі «Фіра», а згодом і перший демо-запис. Взимку 2004 року до складу гурту увійшов гітарист Сергій Нестеренко. Новосьолов був не лише вокалістом і автором слів деяких пісень «АННИ», а й виконував функції менеджера гурту. За час своєї діяльності колектив випустив демо-альбом, два студійні альбоми, декілька окремків та відеокліпів. Гурт «АННА» виступав на великих фестивалях та в клубах по всій країні, ставши одним із найвідоміших колективів України в своєму стилі. 24 лютого 2013 року «АННА» припиняє існування через конфлікт музикантів з вокалістом.
Вадим Баюк, Сергій Нестеренко та Юрій Підцерковний разом із Іллею Орловим заснували новий гурт «Latur», а Віктор Новосьолов і Олесь Целюх 15 березня 2013 року створили гурт «Kompas», куди увійшов і Михайло Сало. За словами Віктора, «компас» йому насправді приснився, от вони і взяли таку назву. На початку «Kompas» був акустичним проектом, однак згодом гурт перейшов на повноформатне звучання. У "Kompas"і Віктор Новосьолов співає та грає на акустичній гітарі, також він пише музику і слова, так само як і Олесь Целюх. 2015 року «Kompas» представили свій перший альбом «1». Того ж року відбулось возз'єднання гурту «АННА».

## Інші проєкти
Взимку 2004 року, одночасно з роботою в «АННІ», Віктор Новосьолов (Бадиль) став на деякий час новим вокалістом гурту «Bazooka Band».

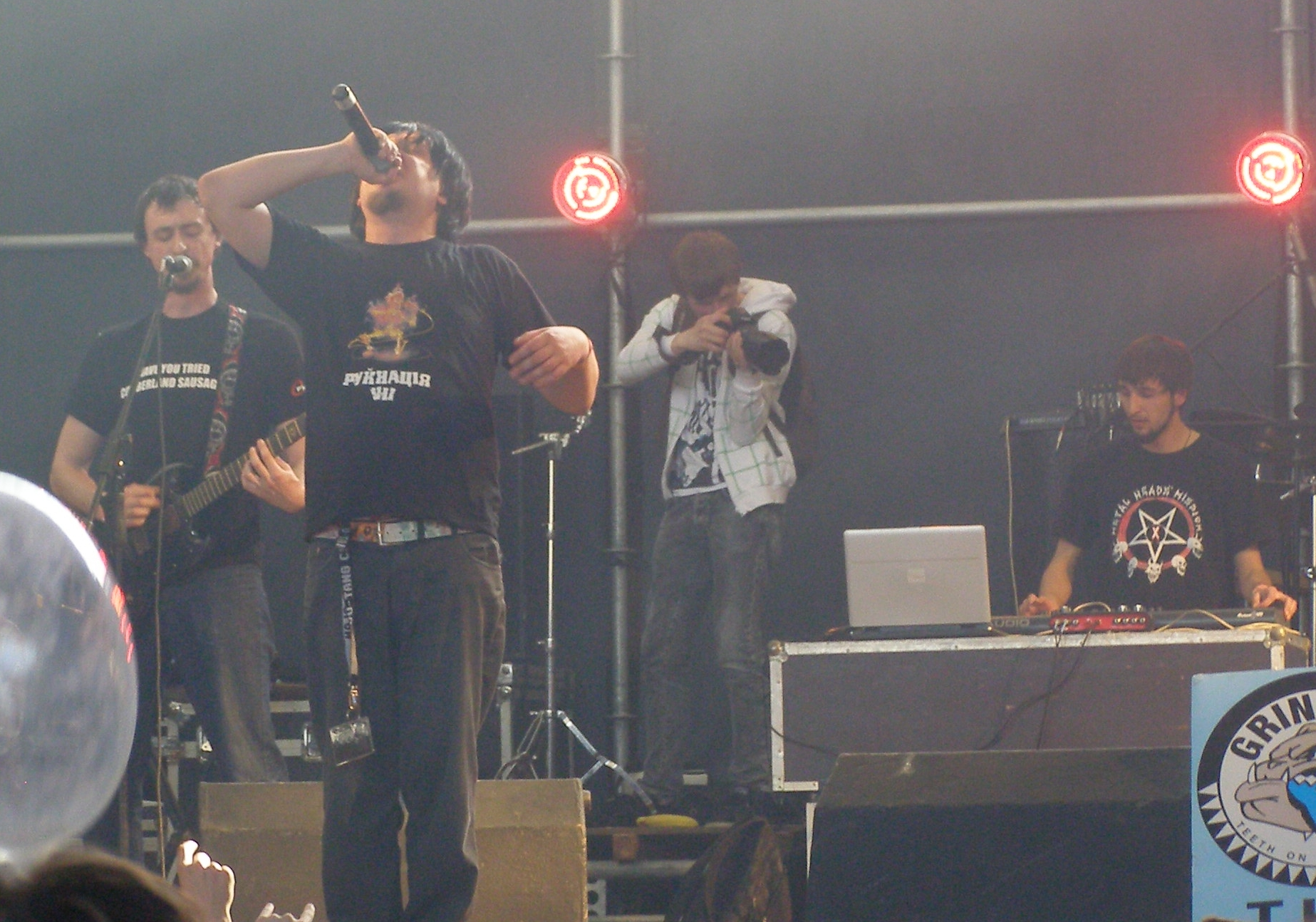
Гурт «АННА» на фестивалі «Руйнація VII», 18 квітня 2010 року

У 2006 році Новосьолов заснував фестиваль «Руйнація» і є головним організатором цього дійства. Крім того, Віктор організовує й інші концерти, вечірки та творчі проекти. У 2014 році він був ведучим на рок-сцені фестивалю «Файне місто».
Віктор Новосьолов спільно зі знайомим репером Андрієм Левчуком (Insane) записали три пісні(«Божевільний», «Алкоголь», «Душа»), які представили як хіп-хоп проект під назвою «Wax Words». На пісню «Алкоголь» 2011 року був відзнятий відеокліп, а пісня «Божевільний» увійшла до альбому Insane «Ненароджений» (2012).
В грудні 2023 відбувся реліз пісні "Прошу пана до смереки" гурту KARNA де Віктор був запрошеним гроул-вокалістом. Також виконав пісню разом з KARNA 24 листопада 2023 на концерті  в Києві 

## Висловлювання
| Для мене музика — це енергія, кохання, життя, коли ти снідаєш, обідаєш і вечеряєш нею.[8] |